# Flower Travellin' Band
Flower Travellin' Band fue una banda japonesa de hard rock y rock psicodélico, formada en 1968, el grupo también fue conocido como FTB.
Originaria de la ciudad de Tokio, la banda estuvo conectada desde sus inicios con el movimiento contracultural nipón, e influida por artistas del rock ácido y del proto-heavy metal, como The Jimi Hendrix Experience o Cream; artistas que impactaron al miembro fundador, el productor y eventual percusionista Yuya Uchida (no confundir con Yūya Uchida), tras un viaje en el que visitó la Gran Bretaña "pop" de la época.

## Carrera
En sus inicios el grupo se dio a conocer como Yuya Uchida and the Flowers, nombre bajo el que produjeron un LP, "Challenge!", editado en 1968, en lo que podría denominarse la historia embrionaria de Flower Travellin' Band.
"Challenge!" estaba compuesto básicamente de versiones de artistas anglosajones, canciones de Hendrix, Jefferson Airplane, Janis Joplin o Cream, presentadas para un público japonés siempre ávido de música pop occidental.
El álbum, editado por la CBS, fue en cierto modo controvertido, ya que la carátula consistía en una foto de los miembros del grupo desnudos.
En 1970, y ya como Flower Travellin' Band lanzan su álbum debut propiamente dicho, "Anywhere", que incluye una nueva colección de "covers".
Una vez más aparecen desnudos en la portada, aunque andando en moto por una carretera, de modo que sus partes pudendas quedan más disimuladas al ir sentados.
Uchida, por su parte, declina seguir tocando percusión, dedicándose solo a producir el LP, el cual cuenta con la incorporación del nuevo vocalista, que pasaría a ser el cantante clásico de la banda: Joe Yamanaka.
Yamanaka, quien en su adolescencia había sido boxeador, se desempeñaría también como actor en Japón -antes y después de formar parte del grupo-, falleciendo en 2011.
"Anywhere" contiene versiones de temas de Muddy Waters, Black Sabbath, The Animals y King Crimson, más dos breves piezas propias que abren y cierran el disco respectivamente.
De hecho el álbum incluye dos de los primerísimos "covers" que se han hecho de "Black Sabbath" y de "21st Century Schizoid Man".
En 1971 lanzan su álbum más conocido y celebrado: "Satori", el cual, además, es su primer trabajo compuesto de canciones propias exclusivamente.
"Satori" incluye cinco temas homónimos, a lo largo de sus casi 33 minutos de duración, no obstante a estas alturas el mentor del conjunto, Yuya Uchida, ya se había desvinculado del proyecto, siendo el álbum producido por Ikuzo Orita.
FTB en ese entonces estaba conformado por Joe Yamanaka (voz y armónica), Hideki Ishima (guitarra), Jun Kozuki (bajo) y Joji "George" Wada (batería), idéntica formación que grabaría el siguiente long play, "Made in Japan", lanzado a principios de 1972 por Atlantic Records.
El disco fue grabado en Canadá, país donde la banda había cosechado una cantidad de admiradores, y a donde se habían mudado poco antes.
Luego de la cancelación de la gira japonesa de The Rolling Stones, en la cual FTB iban a actuar como grupo apertura, deciden producir un nuevo álbum, "Make Up", publicado en 1973 por Atlantic, como LP doble.
"Make Up" incluía temas en vivo y en estudio, y contó con la participación de Yuya Uchida como invitado en una canción.
Con este álbum doble se cierra la carrera discográfica de Flower Travellin' Band por los próximos 30 años, ya que el grupo se separa ese mismo año, 1973.
En noviembre de 2007 la banda se reuniría con su formación clásica (Yamanaka, Ishima, Kozuki, Wada), más la adición del tecladista Nobuhiko Shinohara, para grabar un nuevo álbum de estudio, el cual vio la luz en 2008: "We Are Here", lanzado por Pony Canyon en Japón.
Futuros planes para la banda fueron truncados, al fallecer Joe Yamanaka de cáncer de pulmón el 7 de agosto de 2011, a los 64 años.

## Discografía
- "Anywhere" (1970)
- "Satori" (1971)
- "Made in Japan" (1972)
- "Make Up" (1973)
- "We Are Here" (2008)